# Britonok
A „britonok” (máshol brythonok vagy britek) kelta népcsoport voltak, akik a vaskorszaktól kezdve a kora középkorig éltek a Brit-sziget területén. A brython szó latin eredetű, jelentése „festett arcú”. Az elnevezés a rómaiaktól ered, akik a csatában mindig színesre festett arccal látták ezen törzs tagjait.
A szigeti kelta nyelvet beszélték, amit másként brit vagy briton nyelvként is ismert. A Firth of Forth-tól délre, a Brit-sziget nagy részén éltek. Az 5. századtól a kontinentális Európába is átvándoroltak, és a mai Franciaország Bretagne részén, valamint az ismeretlen Britoniában (ami ma Galicia része) létesítettek településeket. Kapcsolatuk a Forth-tól északra élő piktekkel erősen vitatott, noha a legtöbb kutató elfogadja, hogy a pikt nyelv ebben az időben a briton nyelvcsaládba tartozó, a britonhoz nagyon hasonló, de azzal valószínűleg nem egyező nyelv lehetett.
A briton nép és nyelv legkorábbi bizonyítéka a történelmi forrásokban a vaskorszakra tehető. A római hódítás (i.sz. 43.) után a római-briton kultúra felvirágzott. Az 5. századtól az angolszász megszállás után a britonok szétszóródtak. A 11. századra a leszármazottaik különböző csoportokra oszlottak, és többnyire külön említik őket walesi, korni, breton és a Hen Ogledd („Öreg Észak”) népe. A brit nyelvnek több változata alakult ki: a walesi, a korni, a breton és a kumbriai.